# Tréméoc
Tréméoc é uma comuna francesa na região administrativa da Bretanha, no departamento Finisterra. Estende-se por uma área de 11,57 km². Em 2010 a comuna tinha 1 380 habitantes (densidade: 119,3 hab./km²).